# Looney Tunes Cartoons
Looney Tunes Cartoons è una serie televisiva d'animazione sviluppata da Peter Browngardt e prodotta dalla Warner Bros. Animation, basata sui personaggi delle serie Looney Tunes e Merrie Melodies. La serie ha fatto il suo debutto mondiale al Festival internazionale del film d'animazione di Annecy il 10 giugno 2019 e viene pubblicata in streaming su HBO Max dal 27 maggio 2020. Dal 3 giugno 2021 viene trasmessa in prima TV in italiano su Boomerang +1 alle 19:20, mentre dal 22 giugno la prima visione viene spostata su Boomerang. Viene poi replicata in chiaro su Boing dal 10 gennaio 2022. Successivamente, dall'episodio 22 della prima stagione in poi, la prima TV viene spostata su Cartoon Network, dal 31 gennaio 2022, e infine in chiaro su Italia 1 dal 15 giugno 2024.

## Episodi
| Stagione         | Episodi | Pubblicazione USA | Prima TV Italia |
| ---------------- | ------- | ----------------- | --------------- |
| Prima stagione   | 31      | 2020-2021         | 2021-2022       |
| Seconda stagione | 11      | 2021              | 2022            |
| Terza stagione   | 9       | 2021              | 2022            |
| Quarta stagione  | 10      | 2022              | 2022            |
| Quinta stagione  | 11      | 2022-2023         | 2023            |
| Sesta stagione   | 9       | 2023              | 2023            |

## Personaggi e doppiatori
| Personaggio        | Doppiatore originale | Doppiatore italiano                                    |
| ------------------ | -------------------- | ------------------------------------------------------ |
| Bugs Bunny         | Eric Bauza           | Davide Garbolino                                       |
| Daffy Duck         | Eric Bauza           | Marco Mete (st. 1-4) Alessio De Filippis (st. 5-6)     |
| Titti              | Eric Bauza           | Ilaria Latini                                          |
| Marvin il Marziano | Eric Bauza           | Mino Caprio                                            |
| Silvestro          | Jeff Bergman         | Roberto Pedicini (st. 1-4) Davide Perino (st. 5-6)     |
| Taddeo             | Jeff Bergman         | Marco Baroni                                           |
| Foghorn Leghorn    | Jeff Bergman         | Alberto Angrisano (st. 1-4) Dario Oppido (st. 5-6)     |
| Porky Pig          | Bob Bergen           | Massimiliano Alto (st. 1-4) Federico Di Pofi (st. 5-6) |
| Yosemite Sam       | Fred Tatasciore      | Pierluigi Astore                                       |
| Taz                | Fred Tatasciore      | Roberto Pedicini (st. 1-4) Dario Oppido (st. 5-6)      |
| Mugsy              | Fred Tatasciore      | Paolo Vivio                                            |
| Nonna              | Candi Milo           | Monica Bertolotti                                      |
| Beaky Buzzard      | Michael Ruocco       | Francesco Bulckaen                                     |
| Pete Puma          | John Kassir          | Luca Biagini                                           |
| Petunia Pig        | Lara Jill Miller     | Serena Sigismondo                                      |

## Produzione

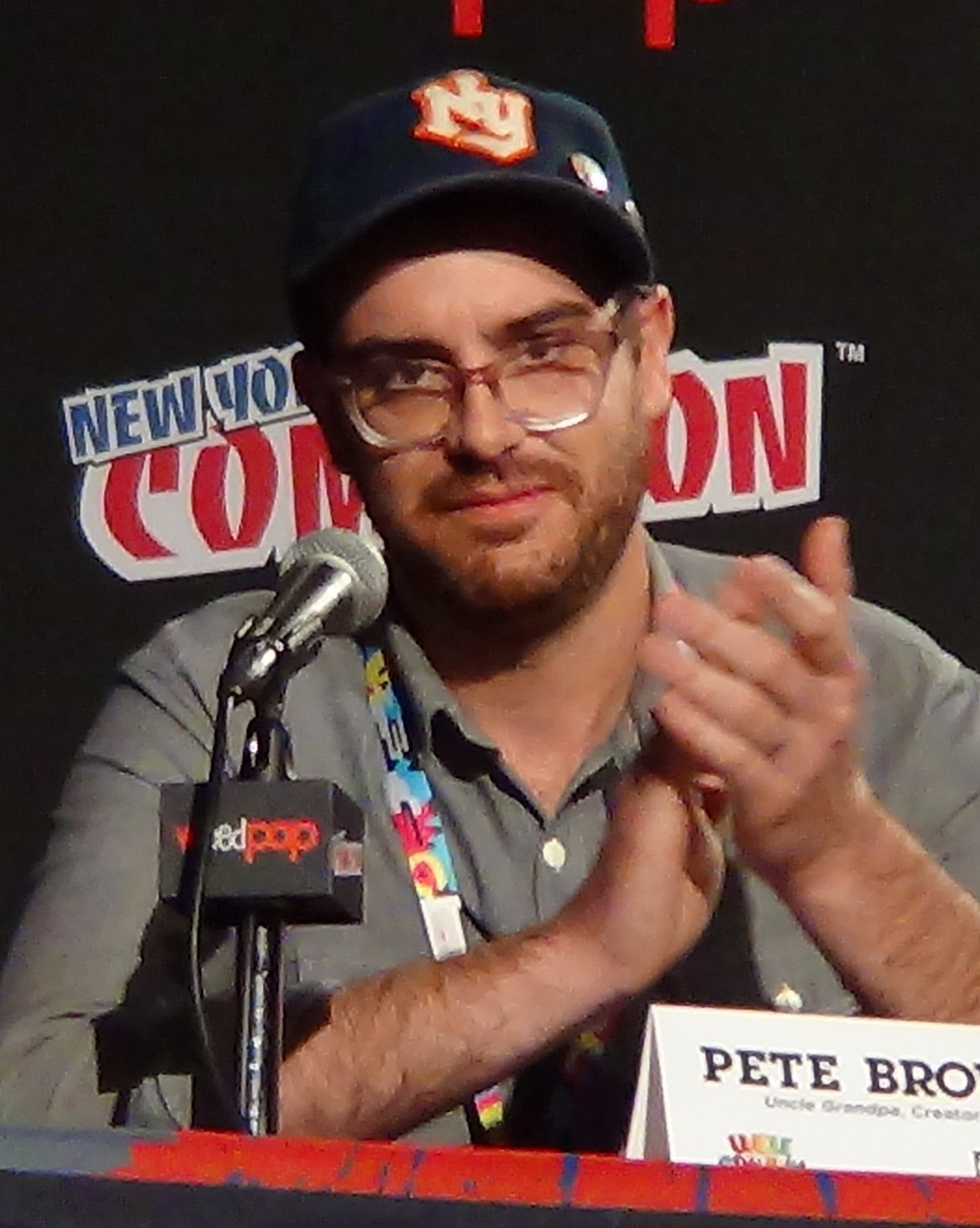
Peter Browngardt ha avuto l'idea di un reboot dei Looney Tunes nella sua forma classica degli anni '40.

L'11 giugno 2018 la Warner Bros. Animation ha annunciato che una nuova serie, che consisterebbe di "1.000 minuti distribuiti su cortometraggi da 1 a 6 minuti", sarebbe stata pubblicata nel 2019 e che avrebbe caratterizzato "i personaggi di punta del marchio doppiati dai loro doppiatori attuali in semplici storie basate su gag e visivamente vibranti". Lo stile della serie intende ricordare quelli di Tex Avery, Chuck Jones, Friz Freleng, Robert McKimson, Robert Clampett, Frank Tashlin e altri. Il presidente della Warner Bros. Animation Sam Register e Peter Browngardt (creatore di Secret Mountain Fort Awesome e Uncle Grandpa) sono i produttori esecutivi della serie. La serie riunisce tutti i Looney Tunes sotto lo stesso tetto, compresi i membri meno conosciuti come Pete il Puma, Beaky Buzzard, Hubie e Bertie, Petunia Pig e Cicero Pig.